# Кики с Монпарнаса
Кики́ с Монпарна́са (фр. Kiki de Montparnasse, или просто фр. Kiki, собственно Алиса Эрнестина Прен, фр. Alice Ernestine Prin, 2 октября 1901, Шатийон-сюр-Сен, Кот-д’Ор — 29 апреля 1953, Санари-сюр-Мер, Вар) — французская певица, актриса, художница, но прежде всего — знаменитая натурщица, модель сюрреалистов и художников Парижской школы.

## Биография
Незаконная дочь, отца не знала. После переезда матери в Париж на заработки росла у бабушки. В воспитании также принимал участие её крестный отец, который был бутлегером.
В двенадцать лет отправилась в Париж к матери. В школе проучилась всего год, затем вынуждена была устроиться на низкооплачиваемую работу в мастерскую по ремонту обуви, потом в пекарню. В 14 лет согласилась позировать обнаженной в мастерской скульптора Роншена. Так она стала натурщицей и позировала обнажённой в скульптурных и художественных мастерских и студиях. Мать такого занятия не одобрила и отреклась от девушки
Имела романтические связи со многими известными художниками и артистами, среди которых можно назвать Хаима Сутина, Мориса Менджинского, Ивана Мозжухина и других.
В 1921 году стала подругой и моделью Мана Рэя, оставившего её многочисленные фото, включая знаменитую «Скрипку Энгра», и снимавшего её в своих экспериментальных фильмах (она снялась также в «Механическом балете» Фернана Леже и др.). Её писали Моисей Кислинг, Фужита, Пер Крог, Эрмина Давид, фотографировал Брассай, ваял Пабло Гаргальо.
В 1927 году в парижской галерее «Весна священная» состоялась единственная прижизненная выставка картин и рисунков Кики.
Она оставила мемуары о Париже 1920-х годов (1929 г., американское издание 1930 года с предисловиями Хемингуэя и Фужиты было немедленно запрещено цензурой и оставалось таковым до конца 1970-х годов). Хемингуэй в своём предисловии, отмечая, что мемуары Кики обязательно следует прочитать, писал: «она, безусловно, царила в той эпохе Монпарнаса куда заметней, чем Королева Виктория в эпохе викторианской».
В 1930-х годах держала на Монпарнасе кафе «У Кики». Похоронена на кладбище Тье в Париже.

## Память
В её честь названа одна из разновидностей лилейника. В 2013 году был снят анимационный биографический фильм о Кики (режиссёр — Амели Арро).

## Мемуары
- Souvenirs retrouvés. Paris: J. Corti, 2005.
  - Русское издание: Кики. Мемуары Кики. Предисл. Э. Хемингуэя и Фуджиты. Пер. с англ. и франц. Н. Семонифф. Комм. И. Соболевой. — Salamandra P.V.V., 2011. — 243 c., илл.  (недоступная ссылка)